# Alena Lábová
Alena Lábová (28. července 1950 ve Zlíně – 5. února 2019) byla česká fotografka, novinářka a vysokoškolská učitelka, která působila od roku 1974 na Fakultě žurnalistiky, později přejmenované na Fakultu sociálních věd Univerzity Karlovy. Mezi její žáky patřili například Petr Horký, Josef Chuchma, Josef Moucha, Nguyen Phuong Thao či Ladislav Šolc.

## Profesní život
Vystudovala fakultu žurnalistiky Univerzity Karlovy, kterou zakončila v roce 1974. V roce 1975 získala titul PhDr., když v rámci oboru Mediální studia a žurnalistika obhájila svou doktorskou práci.
Již během studia pracovala v různých redakcích jako redaktorka nebo fotografka. V roce 1968–1969 jako redaktorská elévka v brněnském deníku Rovnost. V letech 1969 až 1975 v redakcích Večerní Praha, Rovnost, a v tiskovém oddělení Československé televize.
Od roku 1974 pracovala jako odborná asistentka na Fakultě žurnalistiky UK. V letech 1985–1989 byla členkou redakční rady časopisu Revue fotografie. V první polovině roku 1990 absolvovala studijní pobyt na Universitě v Tampere.
V roce 2012 obhájila disertační práci Kontury poválečného vývoje české novinářské fotografie a získala titul Ph.D.
Působila také jako pedagožka Institutu tvůrčí fotografie v Opavě.

## Syn Filip
Filip Láb (1976–2021) byl teoretik fotografie, fotograf a pedagog Fakulty sociálních věd Univerzity Karlovy v Praze. Specializoval se na teorii a praxi klasické a digitální fotografie, fotožurnalismus, vizuální komunikaci a digitální funkce obrazových materiálů v digitálním prostředí. Podílel se na publikacích své matky. Externě spolupracoval s New York University v Praze. Jako fotograf na volné noze publikoval fotografie v tisku, psal pro kulturní časopisy a servery.

## Publikace (výběr)
- LÁBOVÁ, Alena. Dějiny československé fotožurnalistiky. 1. vyd. Praha: Státní pedagogické nakladatelství, 1977. 141 s. Učební texty vysokých škol / Universita Karlova v Praze, Fakulta žurnalistiky.
- LÁBOVÁ, Alena. Základy fotožurnalistiky I, Fotografická a snímková technika pro novináře. Praha: Státní pedagogické nakladatelství, 1989. 123 s. Učební texty vysokých škol / Universita Karlova v Praze, Fakulta žurnalistiky.
- LÁBOVÁ, Alena. Základy fotožurnalistiky II, Úvod do teorie žurnalistické fotografie. Praha: Státní pedagogické nakladatelství, 1990. 197 s. Učební texty vysokých škol / Universita Karlova v Praze, Fakulta žurnalistiky.
- LÁBOVÁ, Alena. Fotografické zpravodajství v tištěných médiích. In: OSVALDOVÁ, Barbora. Zpravodajství v médiích. Praha: Karolinum, 2001. ISBN 80-246-0248-2. S. 88–97.
- LÁBOVÁ, Alena. Esej ve fotografii. In OSVALDOVÁ, Barbora, Radim KOPÁČ a Jaroslav BALVÍN. Pokusy a dobrodružství: poznámky k eseji. Praha: Karolinum, 2008. S.123-133. ISBN 978-80-246-1498-4.
- LÁBOVÁ, Alena; LÁB, Filip. Soumrak fotožurnalismu? : manipulace fotografií v digitální éře. Praha: Karolinum, 2009. 155 s. ISBN 978-80-246-1647-6.
- OSVALDOVÁ, Barbora – TEJKALOVÁ Alce – LÁBOVÁ Alena. O reportáži, o reportérech. 1.vyd. Praha: Karolínum, 2010. ISBN 978-80-246-1781-7.
- LÁBOVÁ, Alena – SEKERA, Martin. Hradní fotoarchiv a česká fotožurnalistika do třicátých let 20. století. Sborník Národního muzea v Praze. Řada A - historie. 2010, roč. 64, č. 1 2, s. 25 36. ISSN 0036-5335.
- LÁBOVÁ, Alena. Ženy a fotožurnalismus. In: Česká novinářka : k postavení a obrazu novinářek v českých médiích. 1. vyd. Praha: Portál, 2011, s. 111 126. ISBN 978-80-262-0056-7.
- LÁBOVÁ, Alena – LÁB, Filip. Postavení a pojetí fotožurnalistiky v českém novinářském vzdělávání. In: Komunikace, média a společnost. 2011, roč. 1, č. 1. ISSN 1804-4190.
- HALADA J., OSVALDOVÁ B., ČEŇKOVÁ J., DOLANSKÁ N., DOLANSKÝ P., GILLÁROVÁ K., KASÍK P., KRAUS J., LÁBOVÁ A., LOKŠÍK M., MARŠÍK J., MORAVEC V., NĚMCOVÁ TEJKALOVÁ A., SLANEC J.. Slovník žurnalistiky : výklad pojmů a teorie oboru . Praha: Karolinum, 2017, 301 s. ISBN 978-80-246-3752-5.
- LÁBOVÁ, Alena; LÁB, Filip. Čas nadějí v novinářské fotografii. In: BRABEC, Vladimír. Osmašedesátý očima tří generací : fakta - úvahy - názory : kolektivní monografie. Praha: Syndikát novinářů České republiky - Klub novinářů Pražského jara, 2018. ISBN 978-80-270-2821-4. S. 195–216.
- LÁBOVÁ, Alena. Česká novinářská fotografie 1945-1989 /. 1. vyd. Praha: Karolinum, 2019. 609 s. ISBN 978-80-246-3713-6.